# Basin Lake (Antarktika)
Der Basin Lake (von englisch basin ‚Becken, Schale, Kessel‘) ist ein See im ostantarktischen Viktorialand. Er ist der größte der Alga Lakes in der inoffiziell als Mawson-Oase bezeichneten Region in den Prince Albert Mountains und liegt unmittelbar östlich des Mount Murray sowie nördlich des Mawson-Gletschers.
Wissenschaftler einer von 1962 bis 1963 durchgeführten Kampagne der New Zealand Geological Survey Antarctic Expedition gaben ihm seinen deskriptiven Namen.